# George Cleveland
George (Alan) Cleveland, né le 17 septembre 1885 à Sydney (Île du Cap-Breton, Nouvelle-Écosse), mort le 15 juillet 1957 à Burbank (Californie), est un acteur canadien.

## Biographie
George Cleveland débute au théâtre, où il est d'abord acteur de vaudeville. Installé aux États-Unis, il joue une fois à Broadway (New York) en 1927.
Après 25 ans passés sur les planches, il fait ses débuts au cinéma, non pas comme acteur, mais comme dialoguiste dans le film Sunny Skies ; suivent ses trois premiers petits rôles non crédités dès 1930. Il tourne surtout à partir de 1934 et jusqu'en 1954. Il contribue ainsi à plus de cent-quatre-vingt films américains, dont de nombreux westerns. En particulier, il tourne plusieurs films aux côtés de John Wayne (ex. : L'Homme de l'Utah en 1934 et Les Écumeurs en 1942).
Son air jovial et son affabilité le destine à des rôles sympathiques. Il sera tour à tour patron d'auberge, cuisinier, barman, professeur ou encore juge de paix
Parmi ses autres films notables, mentionnons Le Courage de Lassie en 1946 (avec Elizabeth Taylor et Frank Morgan) et La Femme sans loi en 1950 (avec Joel McCrea et Shelley Winters).
À la télévision, il contribue à trois séries de 1953 à 1957. Il meurt au cours de la production de Lassie, où il tient le rôle récurrent de George « Gramps » Miller durant cent-quatorze épisodes, dès le premier de la série (Inheritance de Leslie Goodwins, diffusé en septembre 1954).

## Filmographie

### Au cinéma (sélection)
- 1930 : The Thoroughbred de Richard Thorpe
- 1931 : The Sky Raiders de Christy Cabanne
- 1933 : He couldn't take it de William Nigh
- 1934 : Panique à Yucca City (Blue Steel) de Robert N. Bradbury
- 1934 : Mystery Liner de William Nigh
- 1934 : L'Homme de l'Utah (The Man from Utah) de Robert N. Bradbury
- 1934 : Terreur dans la ville (The Star Packer) de Robert N. Bradbury
- 1935 : Keeper of the Bees (en) de Christy Cabanne
- 1935 : Un danger public (The Public Menace) d'Erle C. Kenton

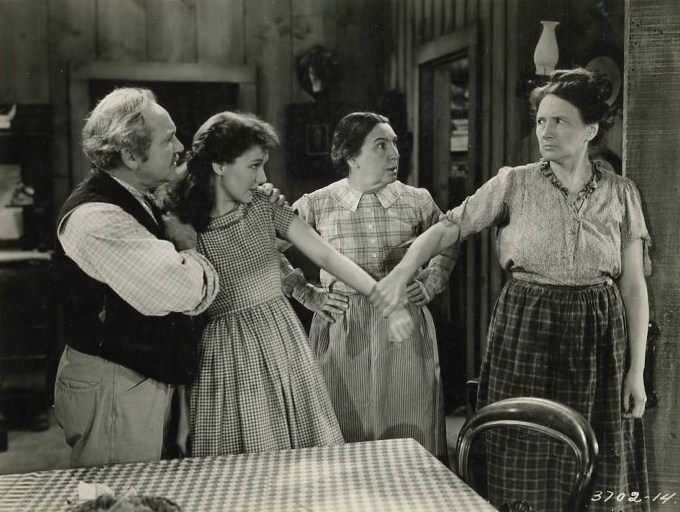
De g. à d. : George Cleveland, Jean Parker, Sarah Padden et Marjorie Main, dans Romance of the Limberlost (1938)

- 1936 : Flash Gordon de Frederick Stephani et Ray Taylor
- 1936 : Don't Get Personal de William Nigh
- 1936 : Une aventure de Buffalo Bill (The Plainsman) de Cecil B. DeMille
- 1936 : La Révolte des zombies (Revolt of the Zombies) de Victor Halperin
- 1937 : Paradise Express de Joseph Kane
- 1937 : Le Testament du capitaine Dreux (Adventure's End) d'Arthur Lubin
- 1937 : Alerte la nuit (Night Key) de Lloyd Corrigan
- 1937 : The Devil Diamond de Leslie Goodwins
- 1937 : Behind the Mike de Sidney Salkow
- 1938 : Les Justiciers du Far West ou Le Dernier des fédérés (The Lone Ranger) de William Witney et John English
- 1938 : La Fille adoptive (Romance of the Limberlost) de William Nigh
- 1938 : Échappé de prison (Prison Break) d'Arthur Lubin
- 1938 : Trois du cirque (Under the Big Top) de Karl Brown
- 1939 : Streets of New York de William Nigh
- 1940 : Son patron et son matelot (A Girl, a Guy and a Gob) de Richard Wallace
- 1940 : The Old Swimmin' Hole de Robert F. McGowan
- 1940 : Queen of the Yukon de Phil Rosen
- 1940 : Chasing Trouble d'Howard Bretherton
- 1940 : One Man's Law de George Sherman
- 1940 : Midnight Limited d'Howard Bretherton
- 1941 : Terreur sur la ville (en) (Wide Open Town) de Lesley Selander
- 1941 : Nevada City de Joseph Kane
- 1941 : Tous les biens de la terre (All that Money can buy) de William Dieterle
- 1942 : Obliging Young Lady de Richard Wallace
- 1942 : La Vallée du soleil (Valley of the Sun) de George Marshall
- 1942 : Les Écumeurs (The Spoilers) de Ray Enright
- 1942 : La Poupée brisée (The Big Street) d'Irving Reis
- 1942 : Forçats contre espions (Seven Miles from Alcatraz) d'Edward Dmytryk
- 1942 : Powder Town de Rowland V. Lee
- 1942 : À nous la marine (Call Out the Marines) de Frank Ryan et William Hamilton
- 1943 : La Loi du Far West (The Woman of the Town) de George Archainbaud
- 1943 : Ladies' Day (en) de Leslie Goodwins
- 1943 : The Man from Music Mountain (en) de Joseph Kane
- 1943 : Johnny le vagabond (Johnny Come Lately) de William K. Howard
- 1944 : Quand les lumières reviendront (When the Lights go again) de William K. Howard
- 1944 : Mon ami le loup (My Pal Wolf) d'Alfred L. Werker
- 1944 : C'est arrivé demain (It happened Tomorrow) de René Clair
- 1944 : Caravane d'amour (Can't Help Singing) de Frank Ryan
- 1944 : Alaska de George Archainbaud
- 1945 : Pillow of Death de Wallace Fox
- 1945 : La Cinquième Chaise (It's in the Bag !) de Richard Wallace
- 1945 : Song of the Sarow d'Harold Young
- 1945 : La Femme du pionnier (Dakota) de Joseph Kane
- 1945 : Senorita from the West de Frank R. Strayer
- 1945 : La Princesse et le Groom (Her Highness and the Bellboy) de Richard Thorpe
- 1946 : Le Vantard (The Show-Off) de Harry Beaumont
- 1945 : Suzy des bas-fonds (Sunbonnet Sue) de Ralph Murphy
- 1946 : Deux Nigauds vendeurs (Little Giant) de William A. Seiter
- 1946 : Le Courage de Lassie (Courage of Lassie) de Fred M. Wilcox
- 1946 : Wild Beauty (en) de Wallace Fox
- 1946 : Step by Step de Phil Rosen
- 1946 : L'Évadé de l'enfer (Angel on My Shoulder) d'Archie Mayo
- 1946 : Wake Up and Dream de Lloyd Bacon
- 1947 : Rose d'Irlande (My Wild Irish Rose) de David Butler
- 1947 : Maman était new-look (Mother Wore Tights) de Walter Lang
- 1947 : Deux Nigauds et leur veuve (The Wistful Widow of Wagon Gap), de Charles Barton
- 1947 : Embrassons-nous (I Wonder Who's Kissing Her Now) de Lloyd Bacon
- 1948 : La Descente tragique (Albuquerque) de Ray Enright
- 1948 : Massacre à Furnace Creek (Fury at Furnace Creek) d'H. Bruce Humberstone
- 1948 : Ainsi sont les femmes (A Date with Judy) de Richard Thorpe

- 1948 : Les Pillards (The Plunderers), de Joseph Kane

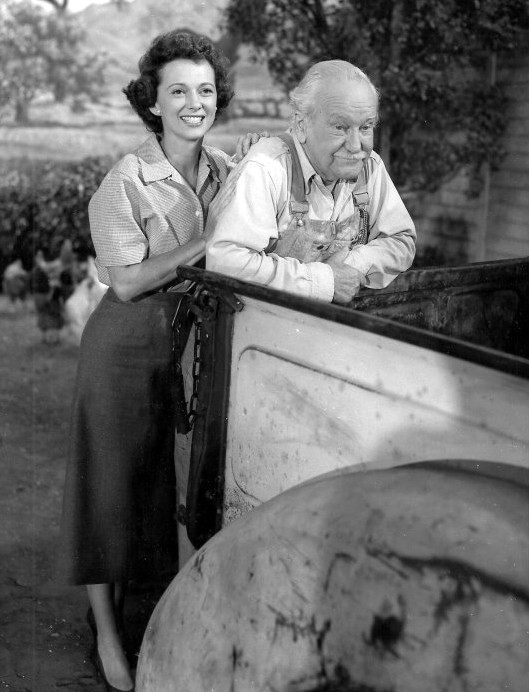
Avec Jan Clayton en 1956, dans la série Lassie

- 1949 : Miss Grain de sel (Miss Grant takes Richmond) de Lloyd Bacon
- 1950 : J'ai trois amours (Please believe Me) de Norman Taurog
- 1950 : La Femme sans loi (Frenchie) de Louis King
- 1952 : Les Flèches brûlées (Flaming Feather) de Ray Enright
- 1952 : Judy devient WAC (The WAC from Walla Walla) de William Witney
- 1952 : Les Conquérants de Carson City (Carson City) d'André de Toth
- 1952 : La Folie de l'or (Cripple Creek) de Ray Nazarro
- 1953 : Commérages (Affair with a Stranger) de Roy Rowland
- 1953 : Les Rebelles de San Antone (en) (San Antone) de Joseph Kane
- 1953 : Les Yeux de ma mie (Walking my Baby back Home) de Lloyd Bacon
- 1954 : Tout fou, tout flamme (Fireman, Save my Child) de Leslie Goodwins

### À la télévision (intégrale)
- 1953 : Adventures of Wild Bill Hickok, Saison 4, épisode 1 Grandpa and Genie de William Beaudine
- 1954 : Les Aventuriers du Far West (Death Valley Days), Saison 2, épisode 11 Twelve Pound Nugget de Stuart E. McGowan
- 1954-1957 : Lassie, Saisons 1 à 4, 114 épisodes : George « Gramps » Miller

## Théâtre (sélection)
- 1927 : Honor be damned !, pièce de (et avec) Willard Mack (à Broadway)